# Tentamun A
Đừng nhầm lẫn với Tentamun B, một vương hậu thuộc Vương triều thứ 21.
Tentamun A ("Người phụ nữ của Amun") là một vương hậu sống vào thời kỳ Vương triều thứ 20 trong lịch sử Ai Cập cổ đại.

## Thân thế
Trên cuộn giấy cói được táng cùng công chúa Duathathor-Henuttawy có dòng chữ "Sinh bởi Vương hậu Tentamun, con gái của ngài Nebseni". Có hai giả thuyết được đặt ra: Tentamun A là con gái của một người đàn ông tên là Nebseni, hay Henuttawy A là con của vương hậu Tentamun sau khi tái giá với Nebseni. Do Henuttawy còn được gọi là "Con gái của Vua" nên chắc chắn rằng giả thuyết đầu là chính xác.
Tentamun A chính là mẹ của vị công chúa này, và bà là con gái của một người đàn ông tên là Nebseni. Vì thế, rất có khả năng, Tentamun A là một vương hậu của Ramesses XI, vị pharaon cuối cùng của Vương triều thứ 20. Tên của Tentamun A được đóng khung cartouche.
Ngoài Duathathor-Henuttawy, người sau này trở thành Chánh phi của Đại tư tế Pinedjem I, Tentamun A còn có thể sinh được một người con gái khác là Tentamun B, tương lai là vương hậu của pharaon Smendes (người sáng lập Vương triều thứ 21).